# Ivan Kružliak

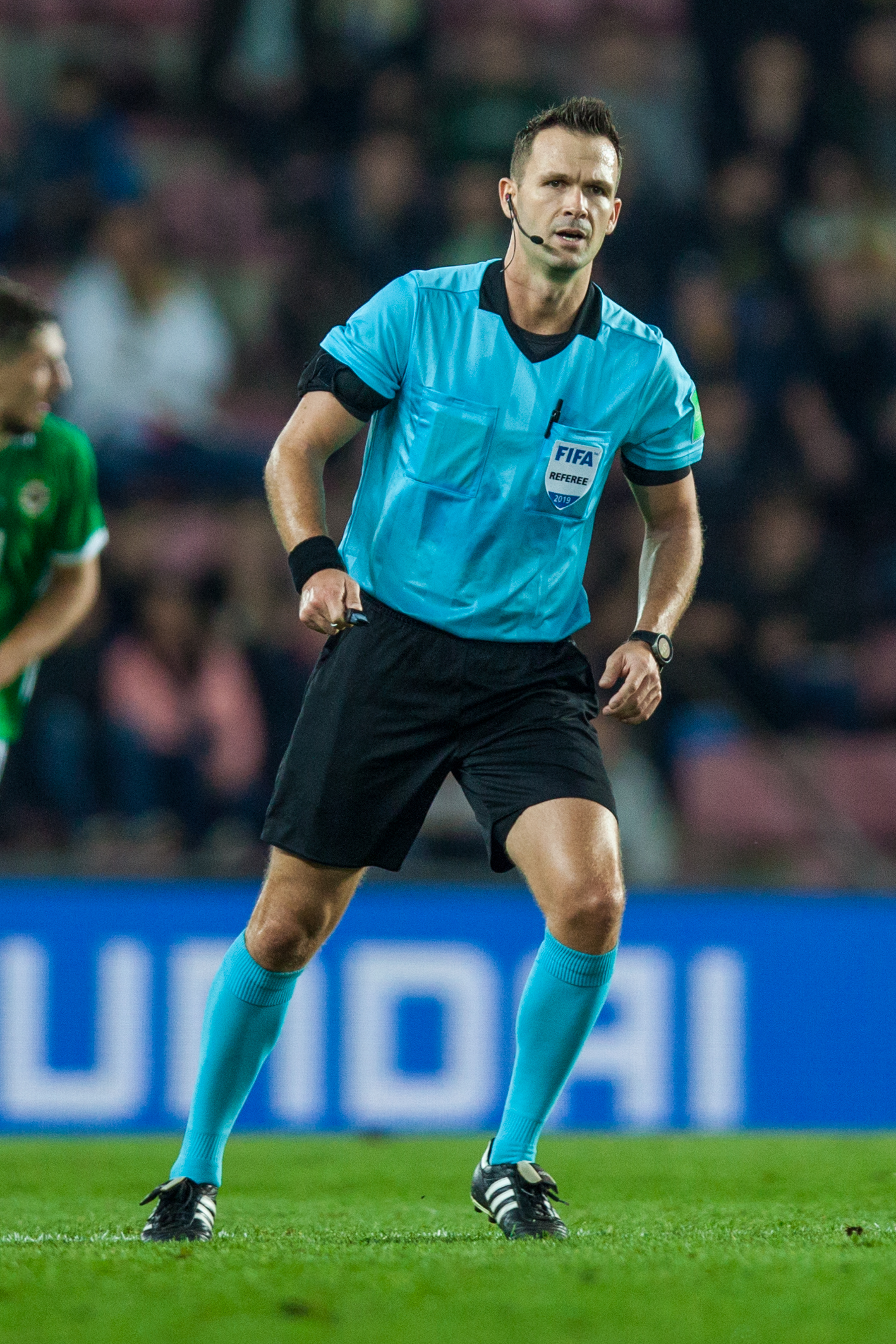
Ivan Kružliak (2019)

Ivan Kružliak (* 24. März 1984) ist ein slowakischer Fußballschiedsrichter.
Kružliak leitet seit über zehn Jahren Spiele in der slowakischen Fortuna liga.
Seit 2011 steht er auf der FIFA-Liste und leitet internationale Fußballspiele. In der Saison 2012/13 leitete Kružliak erstmals Spiele in der UEFA Europa League, in der Saison 2017/18 erstmals Spiele in der UEFA Champions League. Zudem pfiff er bereits Partien in der UEFA Nations League, in der EM-Qualifikation für die EM 2016 und EM 2021, in der europäischen WM-Qualifikation für die WM 2014 in Brasilien, die WM 2018 in Russland und die WM 2022 in Katar sowie Freundschaftsspiele.
Bei der U-17-Europameisterschaft 2012 in Slowenien leitete Kružliak zwei Gruppenspiele sowie das Finale zwischen Deutschland und den Niederlanden (1:1 n. V., 4:5 i. E.). Bei der U-21-Europameisterschaft 2013 in Israel wurde Kružliak als Torrichter eingesetzt. Bei der U-20-Weltmeisterschaft 2017 in Südkorea wurde er als Vierter Offizieller eingesetzt. Bei der U-21-Europameisterschaft 2017 in Polen leitete Kružliak zwei Gruppenspiele.

## Einsätze bei der Fußball-Europameisterschaft 2024
| Phase        | Datum         | Spielort | Heimmannschaft | Gastmannschaft | Ergebnis  |
| ------------ | ------------- | -------- | -------------- | -------------- | --------- |
| Gruppenphase | 19. Juni 2024 | Köln     | Schottland     | Schweiz        | 1:1 (1:1) |
| Gruppenphase | 25. Juni 2024 | Berlin   | Niederlande    | Österreich     | 2:3 (0:1) |